# 亨利敦 (明尼蘇達州)
亨利敦（英語：Henrytown）是位於美國明尼蘇達州菲爾莫爾縣的一個非建制地區。

## 歷史
亨利敦於1854年成立，同年設立郵局，其後於1902年停運。此地得名自早期定居者亨利·昂斯廷（Henry Onstine）。

## 地理
亨利敦所處的海拔為高於海平面337米（即1106英呎），而該地所採用的時區為UTC-6，即北美中部時區（CST）。同時該地設有夏令時間，為UTC-6調快一小時，即UTC-5（CDT）。